# Rachael Blake
Rachael Morelle Blake (Perth, 26 maggio 1971) è un'attrice australiana.

## Biografia
All'età di un anno e mezzo, lasciò l'Australia per vivere in Inghilterra, per poi tornarvi all'età di 11 anni.
È sposata dal 2003 con l'attore Tony Martin.
È sorda da un orecchio.
Ha iniziato la sua carriera alla fine degli anni novanta ed è principalmente nota per il film Derailed - Attrazione letale.

## Filmografia parziale

### Cinema
- Lantana, regia Ray Lawrence (2000)
- Perfect Strangers - Un'agghiacciante ossessione, regia di Gaylene Preston (2003)
- Truth - Il prezzo della verità (Truth), regia di James Vanderbilt (2015)
- Gods of Egypt, regia di Alex Proyas (2016)

## Doppiatrici italiane
Nelle versioni in italiano delle opere in cui ha recitato, Emma Booth è stata doppiata da:
- Alessandra Korompay in Perfect Strangers - Un'agghiacciante ossessione
- Francesca Fiorentini in Truth - Il prezzo della verità
- Roberta Pellini in Gods of Egypt